# Daniel Alessi
Daniel Alessandro Alessi (Nuovo Galles del Sud, 26 agosto 1997) è un calciatore australiano, di origine italiana, difensore o centrocampista del Dandenong Thunder.

## Carriera

### Club
Alessi si è unito ai Western Sydney Wanderers il 13 ottobre 2013 per un contratto della Youth League per la stagione 2013-14. Ha debuttato nella squadra maggiore nel secondo derby di Sydney della stagione l'11 gennaio 2014. Ha impressionato l'allenatore Tony Popović ed è stato selezionato per la squadra della settimana. Nel maggio 2014 Alessi ha firmato un contratto che lo ha legato al club fino alla fine della stagione 2015-16.
Poco dopo essere stato rilasciato dai Western Sydney Wanderers, Alessi ha firmato con i Newcastle Jets, ma dopo un mese e mezzo ha subito un infortunio al legamento crociato anteriore in allenamento che lo ha escluso dalle gare per il resto della stagione.

### Nazionale
Alessi è stato convocato nella squadra di allenamento della U-20 australiana nel dicembre 2013.
A settembre, Alessi si è recato in Vietnam per il Campionato giovanile AFF U-19 2014. Alessi è stato anche selezionato per il Campionato AFC U-19 del 2014 ad ottobre.

## Palmarès

### Club

#### Competizioni internazionali
- AFC Champions League: 1

Western Sydney Wanderers: 2014